# Rui Komatsu
Rui Komatsu (jap. 小松 塁 Komatsu Rui; ur. 29 sierpnia 1983) – japoński piłkarz występujący na pozycji napastnika. Obecnie występuje w Giravanz Kitakyushu.

## Kariera klubowa
Od 2005 roku występował w klubach Cerezo Osaka, V-Varen Nagasaki, Kawasaki Frontale, Oita Trinita i Giravanz Kitakyushu.